# Pablo Berger Uranga
Pablo Berger Uranga (Bilbao, 1963) és un cineasta basc.

## Biografia
Va fer els seus estudis d'ensenyament primari i secundari, primer a l'escola San Vicente i més tard al Col·legi Trueba d'Artxanda, situat en les altures de Bilbao i que recorda amb molt d'afecte.
En 1988 va dirigir el seu primer curtmetratge, Mamá, una producció de Joaquín Trincado, amb direcció artística d'Álex de la Iglesia i les col·laboracions de Torrebruno i Ramón Barea. Amb els premis obtinguts va aconseguir una beca de la Diputació Foral de Biscaia per a estudiar un màster en cinema en la Universitat de Nova York. Després del doctorat, va exercir com a professor de direcció en la New York Film Academy (NYFA). A partir de llavors, va començar una carrera paral·lela com a publicista i realitzador de videoclips, que va culminar en 2003 amb el rodatge de la seva pel·lícula Torremolinos 73, amb Javier Cámara, Fernando Tejero i Candela Peña.
En 2012 va estrenar la seva segona pel·lícula, Blancaneu, que va ser triada per a representar a Espanya en els Premis Oscar en la categoria de Millor pel·lícula de parla no anglesa, (encara que finalment no va ser nominada per l'Acadèmia de Hollywood per a competir pel premi), i que va guanyar 10 Premis Goya, entre ells el de millor pel·lícula.
En el nadal de 2013 va estrenar el nou i polèmic anunci del Sorteig Extraordinari de la Loteria de Nadal de Loteries i Apostes de l'Estat amb Marta Sánchez, David Bustamante, Niña Pastori, Raphael i Montserrat Caballé que va ser un fenomen amb milions de visites en la xarxa.
En 2017 va estrenar Abracadabra, una comèdia del gènere fantàstic, també protagonitzada per Maribel Verdú i, igual que Blancaneu produïda per Arcàdia Motion Pictures (Ángel Durández Adeva, Ibon Cormenzana, Ignasi Estapé i Sandra Tàpia). Un altre èxit de crítica, generalista i especialitzada.

## Premis
Premis Goya
| Any  | Categoria            | Pel·lícula  | Resultat  |
| ---- | -------------------- | ----------- | --------- |
| 2012 | Millor guió original | Blancaneu   | Guanyador |
| 2017 | Millor guió original | Abracadabra | Nominat   |

Medalles del Cercle d'Escriptors Cinematogràfics
| Any  | Categoria            | Pel·lícula | Resultat  |
| ---- | -------------------- | ---------- | --------- |
| 2012 | Millor director      | Blancaneu  | Guanyador |
| 2012 | Millor guió original | Blancaneu  | Guanyador |

Premis Sant Jordi de Cinematografia
| Any  | Categoria          | Pel·lícula      | Resultat  |
| ---- | ------------------ | --------------- | --------- |
| 2004 | Millor òpera prima | Torremolinos 73 | Guanyador |